# سه (فیلم ۲۰۰۲)
سه (انگلیسی: Three) یک فیلم آنتولوژی در ژانر ترسناک به کارگردانی کیم جی وون، پیتر چان و نونزی نیمیبوتر است که در سال ۲۰۰۲ منتشر شد.